# Johann Valentin Meder
Johann Valentin Meder (ochrzczony 3 maja 1649 w Wasungen, zm. pod koniec lipca 1719 w Rydze)  – niemiecki kompozytor, organista i śpiewak okresu baroku.

## Życiorys
Syn kantora w Wasungen, Johanna Erharda Medera. Studiował teologię w Lipsku i w Jenie, później działał jako śpiewak w Eisenach i Gocie, Bremie (1672–1673), Hamburgu i Lubece. Po 1674 zyskał posadę kantora w Tallinnie. W latach 1685–1686 przebywał w Rydze. W 1687 został kapelmistrzem Kościoła Mariackiego w Gdańsku i stanowisko to piastował do 1699. W 1700 został kantorem w Królewcu i na tym stanowisku pozostawał przez rok, następnie ponownie wyjechał do Rygi, gdzie pozostał aż do śmierci, działając na posadzie organisty i chórmistrza w ryskiej katedrze. Po wyjeździe Medera z Gdańska jego następcą na posadzie kapelmistrza Kościoła Mariackiego został Maximilian Dietrich Freisslich .

## Twórczość
Twórczość Medera obejmuje różnorodne utwory wokalne i wokalno-instrumentalne o charakterze religijnym (kantaty, oratoria, motety), a także instrumentalne kompozycje świeckie. W jego twórczości widoczne są wpływy włoskiej szkoły kompozytorskiej. Komponował także utwory sceniczne, wśród nich opery Nero (wystawioną w 1695 w Gdańsku) i Die wiederverehligte Coelia (wystawioną w 1698 w podgdańskim Schottland), która była prawdopodobnie pierwszą niemieckojęzyczną operą w Gdańsku. 